# 덕창왕
덕창왕(德昌王, ? ~ 기원전 560년) 또는 창덕왕(昌德王)은 기자조선의 제25대 군주(재위: 기원전 578년 ~ 기원전 560년)이다. 봉일왕의 아들이며 휘는 근(僅)이다. 그의 왕위는 수성왕(삭(朔) 또는 상(翔))이 승계받았다.

## 참고 문헌
- 안정복의 《동사강목》(東史綱目)
- 이덕무의 《앙엽기》(盎葉記) - 국가지식포털 한국고전번역원 - 기자조선 계보
- 이만운의 《기년아람》(紀年兒覽) - 권5 기자조선
- 청주 한씨 중앙종친회 기자조선 왕위 계보